# الأول من يونيو المجيد
كان الأول من يونيو المجيد (1 يونيو 1794)، والمعروف أيضًا بمعركة أوشانت الرابعة، (ويُعرف في فرنسا باسم معركة 13 بريريال من العام الثاني أو معركة بريريال) أول وأكبر اشتباك أساطيل في الصراع البحري بين مملكة بريطانيا العظمى والجمهورية الفرنسية الأولى خلال الحروب الثورية الفرنسية.
كانت هذه المعركة تتويجًا لحملة دارت في خليج بسكاي طولًا وعرضًا خلال الشهر السابق والتي استولى فيها الجانبان على العديد من السفن التجارية والسفن الحربية الصغيرة وشاركا في عمليتين بحريتين محدودتين غير حاسمتين. حاول أسطول القناة البريطاني بقيادة الأميرال اللورد هاو منع مرور قافلة حبوب فرنسية بالغة الأهمية قادمة من الولايات المتحدة، وكانت تحت حماية الأسطول الأطلسي الفرنسي، بقيادة الأميرال فيلاري جويوز. اشتبكت القوتان في المحيط الأطلسي على بعد 400 ميل بحري (700 كيلومتر) غرب جزيرة أوشانت الفرنسية في 1 يونيو 1794.
تحدى هاو خلال المعركة الأعراف البحرية حين أصدر أمرًا لأسطوله بالتوجه نحو الفرنسيين، لترشق كل سفينة من سفنه خصمها المباشر وتشتبك معه. لم يفهم جميع القباطنة هذه الأوامر غير المتوقعة، ونتيجة لذلك، كان هجومه مجزًا أكثر مما كان يعتزم. ومع ذلك، حققت سفنه هزيمة تكتيكية ثقيلة للأسطول الفرنسي. دُمر الأسطولان في أعقاب المعركة؛ عاد هاو وفيلاري إلى موانئ وطنيهما، في حالة لا تسمح باستمرار القتال. على الرغم من خسارة سبعٍ من سفن المعركة خاصته، كسب فيلاري وقتًا كافيًا لتتمكن قافلة الحبوب الفرنسية من الوصول إلى بر الأمان دون اعتراض من أسطول هاو، مما ضمن نجاحًا استراتيجيًا. ومع ذلك، فقد أُجبر أيضًا على سحب أسطوله القتالي إلى الميناء، مما فسح مجالًا للبريطانيين بشن حملة حصار لما تبقى من الحرب. في أعقاب ذلك مباشرة، ادعى الجانبان النصر على حد سواء واستغلت الصحافة في كلا البلدين نتيجة المعركة كدليل على براعة وشجاعة البحرية الخاصة بكل منهما.
أظهر الأول من يونيو المجيد عددًا من المشكلات الرئيسية المتأصلة في الأسطول البحري الفرنسي والبريطاني في بداية الحروب الثورية. واجه الأميرالان عصيانًا من قباطنتهما، إلى جانب سوء الانضباط وضعف التدريب بين طاقميهما ذوي العدد القليل، وفشلا في السيطرة على أسطوليهما بفعالية خلال ذروة القتال.

## مايو 1794
غادرت القافلة الفرنسية أمريكا من فيرجينيا في 2 أبريل برفقة فانستابل، وأبحر هاو من بورتسموث في 2 مايو، وأخذ أسطوله بأكمله لتحقيق هدفين: مرافقة القوافل البريطانية إلى المداخل الغربية واعتراض الفرنسيين. بعد التأكد من أن فيلاري ما يزال في بريست، أمضى هاو أسبوعين يبحث في خليج بسكاي عن قافلة الحبوب، وعاد إلى بريست في 18 مايو ليكتشف أن فيلاري قد أبحر في اليوم السابق. عاد إلى البحر بحثًا عن خصمه، فطارد هاو فيلاري في عمق المحيط الأطلسي. كان أسطول نيللي (فرنسي) وأسطول مونتاغو (بريطاني) في عرض البحر خلال الفترة ذاتها، وحقق كلاهما شيئًا من النجاح؛ استولى نيللي على عدد من السفن التجارية البريطانية واستعاد مونتاغو عدة سفن أخرى. كان نيللي أول من صادف قافلة الحبوب في المحيط الأطلسي خلال الأسبوع الثاني من شهر مايو. سيطر عليها وأخذها تحت الحراسة مع اقترابها من أوروبا، في حين كان مونتاغو يبحث سدى في الجنوب.
حققت الطلعة الفرنسية الرئيسية، رغم مطاردة هاو لها، نجاحًا مبدئيًا إثر مواجهتها قافلة هولندية وأخذها 20 سفينة منها خلال أول يوم لفيلاري في البحر. على مدار الأسبوع التالي، استمر هاو في ملاحقة الفرنسيين، وصادر طرادات العدو ومجموعة من السفن الهولندية التي استولى عليها الفرنسيون وأحرقها. رصد هاو في 25 مايو سفينة متخلفة عن الركب من أسطول فيلاري وطاردها؛ قادت أوداسيو هاو مباشرة إلى موقع خصمه. بعد عثوره على فيلاري أخيرًا، شن هاو هجومه في 28 مايو، مستخدمًا مجموعة متنقلة من أسرع سفنه لقطع طريق سفينة فيلاري في أقصى المؤخرة والمعروفة باسم الثورية. اشتبكت سفينة الصنف الأول هذه مع ست سفن بريطانية في فترات متباينة وتعرضت لأضرار جسيمة، ولربما نكّست أعلامها في وقت متأخر من المعركة. انفصل الأسطولان البريطاني والفرنسي مع حلول الظلام، فظلت الثورية وعدوتها الأخيرة، إتش إم إس أوداسيو، خلفهما عالقتان في اشتباك مستمر. افترقت هاتان السفينتان خلال الليل وعادتا في النهاية إلى موانئهما الأصلية. في هذه المرحلة، علم فيلاري من خلال فرقاطات الحراسة الجوالة أن قافلة الحبوب كانت قريبة، وتعمد نقل أسطوله إلى الغرب، على أمل صرف انتباه هاو واستدراجه بعيدًا عن القافلة الحيوية.
وقع هاو في الفخ، وشن هجومه مرة أخرى في اليوم التالي، لكن محاولته لتقسيم الأسطول الفرنسي إلى نصفين باءت بالفشل عندما عجزت سفينته الرئيسية، إتش إم إس قيصر، عن تنفيذ الأوامر. أُلحق ضرر كبير بالأسطولين ولكن الهجوم لم يكن حاسمًا، وانفصلت القوتان مرة أخرى دون تسوية النزاع. ومع ذلك، اكتسب هاو ميزة مهمة خلال الاشتباك من خلال الاستحواذ على أفضلية اتجاه السفن عكس الرياح، مما مكنه من شن مزيد من الهجمات على فيلاري في الوقت الذي يناسبه. أُعيدت ثلاث سفن فرنسية متضررة إلى الميناء، ولكن هذه الخسائر عُوضت من خلال التعزيزات المكتسبة في اليوم التالي مع وصول أسطول نيللي المستقل. أُرجأت المعركة خلال اليومين التاليين بسبب الضباب الكثيف، ولكن عندما انقشع الضباب في 1 يونيو 1794، كان يفصل بين خطي المعركة 6 أميال (10 كم) فقط، وكان هاو مستعدًا للحسم.

## الأول من يونيو
كان هاو في وضع ملائم يخدم صالحه، لكن فيلاري لم يكن مكتوف الأيدي أثناء الليل. حاول إبعاد سفنه عن الأسطول البريطاني، ونجح في ذلك؛ عندما بزغ الفجر في الساعة 05:00، كان على بعد ساعات قليلة من كسب رياح كافية للهروب وراء الأفق. سمح هاو لرجاله بتناول طعام الإفطار، واستفاد استفادة كاملة من موقعه بمواجهة الرياح ليقترب من فيلاري، وبحلول الساعة 08:12 كان الأسطول البريطاني على بعد أربعة أميال (6 كم) من العدو. بحلول ذلك الوقت، شكّل هاو أسطوله في خط منظم موازٍ للفرنسيين، وكانت الفرقاطات بمثابة مرسال لأوامر الأميرال. كان الفرنسيون بالمثل مصفوفين في خط المعركة وبدأ الخطان تبادل إطلاق النار بعيد المدى في الساعة 09:24، وعندها أطلق هاو العنان لخطته القتالية المبتكرة.
كان من الطبيعي في معارك الأساطيل في القرن الثامن عشر أن يمر خطا المعركة ببعضهما البعض بهدوء، يتبادلان النيران على مسافات طويلة ثم يحرفان مسيرهما بعيدًا، دون أن يفقد أي من الجانبين سفنًا أو يهزم الآخر. في المقابل، كان هاو يعتمد على احترافية قباطنته وطواقمه بالإضافة إلى ميزة موقعه بالنسبة للرياح بهدف مهاجمة الفرنسيين مباشرة، واختراق صفوفهم. ومع ذلك، لم يكن يخطط هذه المرة للمناورة بالطريقة التي اتبعها خلال المواجهتين السابقتين، ففيها تقف كل سفينة على إثر التي تليها لإنشاء خط جديد يخترق قوة الخصم (كما فعل رودني في معركة القديسات قبل 12 عامًا). فبدلًا عن ذلك، أمر هاو بالتفاف كل سفينة من سفنه لوحدها نحو الخط الفرنسي، عازمًا على اختراقه في جميع نقاطه وإشعال السفن الفرنسية في المقدمة والمؤخرة على حد سواء. تعين بعد ذلك على القباطنة البريطانيين الوقوف على جانب سفن الخصم المعاكس لتأثير الرياح، وبالتالي قطع طريق الانسحاب عليهم، والاشتباك معهم مباشرة، على أمل إجبار كل سفينة منهم على الاستسلام وبالتالي تدمير الأسطول الأطلسي الفرنسي.